# Lithostege odessaria
Lithostege odessaria là một loài bướm đêm trong họ Geometridae.